# 福岡工業大学の人物一覧
福岡工業大学の人物一覧（ふくおかこうぎょうだいがくのじんぶついちらん）は、福岡工業大学に関係する人物の一覧記事。

## 教職員
- 下村輝夫 - 工学博士、九工大名誉教授[1]、九工大前学長[2]、福岡工業大学学長[3][4]

## OB・OG

### 政界
- 松井一郎 - 大阪市長、元大阪府知事、日本維新の会代表
- 古川隆三郎 - 長崎県島原市長

### 芸術
- 大西義広 - 写真家・版画家・アートディレクター

### 芸能
- 横谷雄二 - 俳優
- 岩永洋昭 - モデル、俳優

### スポーツ
- 園田勇 - 柔道、モントリオールオリンピック金メダル
- 早川実 - 元プロ野球選手、中日
- 長松純明 - 元プロ野球選手、ロッテ
- 西村俊二 - 元プロ野球選手、近鉄
- 冨岡鉄平 - ラグビー、東芝ブレイブルーパス
- 森愛一郎 - 元競輪選手、当校野球部出身。